# Jean-Louis Anselin
Pour les articles homonymes, voir Anselin.
Jean-Louis Anselin (1754-1823) est un graveur et illustrateur français.

## Biographie
Né à Paris le 26 mai 1754, Anselin serait d'origine écossaise : son grand-père, nommé « Enslyn », vint s'installer en France à la fin du règne de Jacques II. Jean-Louis étudie la gravure, en particulier le burin, auprès d'Augustin de Saint-Aubin et devient l'un de ses meilleurs élèves. Il commence à traduire des motifs en vogue sous le règne de Louis XV, des thèmes légers qui connaissent alors un grand succès en France et à l'étranger, comme Le Satyre impatient, d'après Jacques-Philippe Caresme.
Parmi ses premiers travaux, l'on compte deux compositions grivoises d'après Antoine Borel, Vous avez la clef, mais il a trouvé la serrure et La faute est faite, permettez qu'il la répare, ainsi que Les plaisirs d'Anacréon d'après Jean-Bernard Restout.
Bien après le décès de la marquise de Pompadour (1764), Anselin exécute d'après Charles-André van Loo, son portrait gravée en bergère, une estampe, appelée La Belle Jardinière (1780), qui connaît un gros succès de vente. Il grave aussi les portraits du cardinal de Bouillon, de Nicolas Boileau-Despréaux, Jean-Baptiste Rousseau (qui sert de frontispice à l'édition de ses œuvres en 1795). Avec Jean-Michel Moreau, il produit de petits formats, dont un Cicéron vue de profil ; on leur doit aussi le portrait de Hue de Miromesnil.
Parmi ses grands formats, l'on compte la traduction du tableau L'Action courageuse d'Eustache de saint-Pierre au siège de Calais de Jean Simon Berthélemy, qu'il dédie à l'Assemblée nationale, laquelle accueille ce geste avec enthousiasme lors de la séance du 16 septembre 1789. En reconnaissance, les habitants de Calais le nomme dans la foulée « Bourgeois de Calais » le 21 janvier 1790, titre dont usera Anselin par la suite. Il produit également, d'après Nicolas-André Monsiau, Molière lisant son Tartuffe chez Ninon de Lenclos.
Anselin grave également les frontispices, d'après Charles Monnet, destinés à la première édition des œuvres complètes d'Antoine Bertin (1791), ainsi qu'une composition d'après le sculpteur Louis-Simon Boizot, représentant la Temps entouré de figures allégoriques. On trouve aussi quatre illustrations, toujours d'après Monnet, destinées à l'édition de l'œuvre d'Évariste Parny (Hardouin, 1788), ainsi que les illustrations, d'après Monsiau, du poème La Pitié de Jacques Delille (Giguet et Michaud, 1805), exécution dont il supervisa l'achèvement (signée Courbe, Berthaud et Duparc).
Sous la Révolution, Anselin et Charles-Clément Bervic furent nommés au Comité d'éducation auprès de la Société populaire des arts.
Jena-Louis Anselin meurt à Paris le 15 mars 1823 et fut enterré au cimetière de Saint-Sulpice à Vaugirard. 

## Galerie

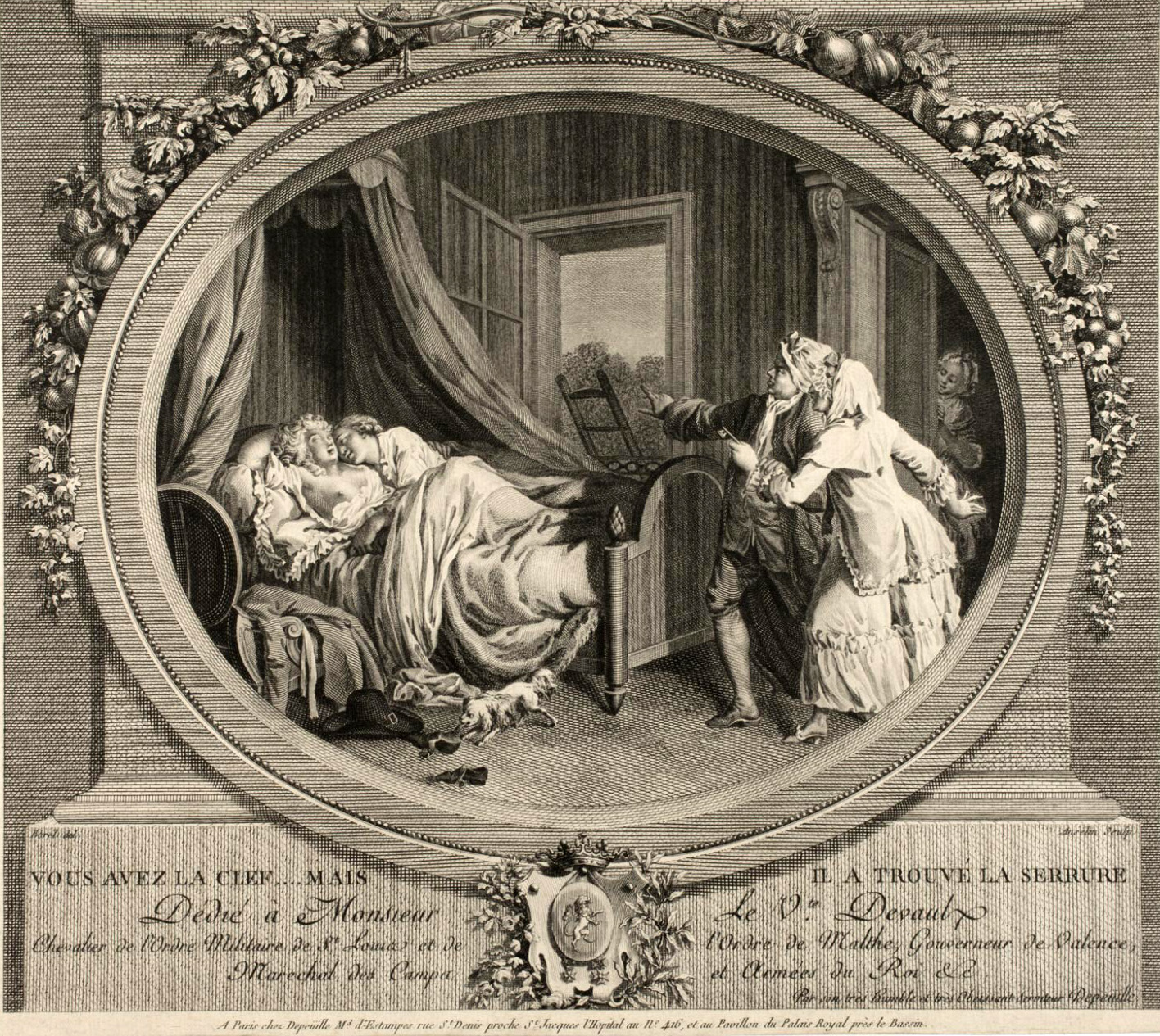
Vous avez la clef... mais il a trouvé la serrure, d'après Antoine Borel (1780)
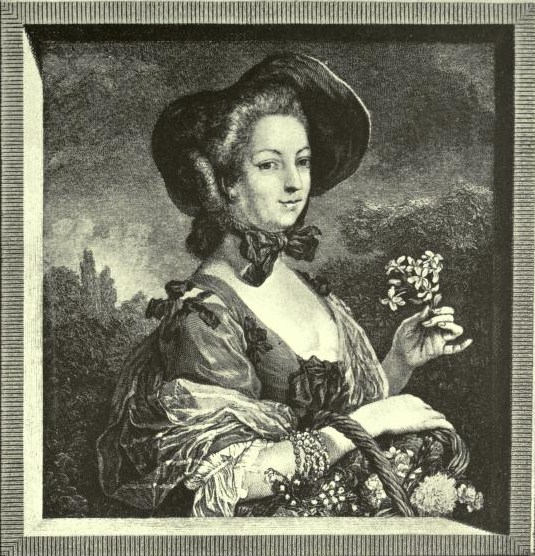
La Belle Jardinière (Madame de Pompadour), d'après Charles-André van Loo